# Arhytis confracta
Arhytis confracta är en stekelart som beskrevs av Gupta 1983. Arhytis confracta ingår i släktet Arhytis och familjen brokparasitsteklar. Inga underarter finns listade.